# 깎은 정육면체
| 깎은 정육면체                         | 깎은 정육면체                     |
| ------------------------------------- | --------------------------------- |
| (클릭해서 회전하는 모델을 볼 수 있다) |                                   |
| 종류                                  | 아르키메데스의 다면체 고른 다면체 |
| 성분                                  | F = 14, E = 36, V = 24 (χ = 2)    |
| 면의 수{변의 수}                      | 8{3}+6{8}                         |
| 콘웨이 표기법                         | tC                                |
| 슐레플리 기호                         | t{4,3}                            |
| 슐레플리 기호                         | t0,1{4,3}                         |
| 위토프 기호                           | 2 3 \| 4                          |
| 콕서터 다이어그램                     |                                   |
| 대칭군                                | Oh, B3, [4,3], (*432), 48차       |
| 회전군                                | O, [4,3]+, (432), 24차            |
| 이면각                                | 3-8: 125°15′51″ 8-8: 90°          |
| 참조                                  | U09, C21, W8                      |
| 특성                                  | 반정다면체 볼록                   |
| 색칠된 면                             | 3.8.8 (꼭짓점 도형)               |
| 삼방팔면체 (쌍대다면체)               | 전개도                            |

깎은 정육면체는 정육면체의 각 꼭짓점을 잘라내어 만든 아르키메데스의 다면체이다. 신라 시대 귀족들의 유희 도구였던 14면체 목제 주령구는 이 모양에서 삼각형 부분을 조금 더 키운 형태이다. 또한 깎은 정육면체의 면의 수는 깎은 정팔면체처럼 14개이고 모서리는 36개, 꼭짓점은 24개이다. 그리고 깎인 정사각형 면은 정팔각형 면이 나오게 되고 꼭짓점을 자른 부분은 각각 정삼각형 면이 나오게 된다.

## 공식
한 모서리의 길이가 {\displaystyle a}인 깎은 정육면체의 겉넓이 {\displaystyle A}와 부피 {\displaystyle V}는 다음과 같다.
{\displaystyle A=2(6+6{\sqrt {2}}+{\sqrt {3}})a^{2}}
{\displaystyle V={\frac {7}{3}}(3+2{\sqrt {2}})a^{3}}

## 비슷한 다면체
| 정육면체 | 깎은 정육면체 | 육팔면체 | 깎은 정팔면체 | 정팔면체 |